# Melissa Jiménez
Melissa María Jiménez Dionisio (Lieja, Bèlgica, 26 de juny de 1987) és una periodista esportiva espanyola.

## Biografia
Melissa Jiménez és filla d'Antonio Jiménez, (fill d'emigrants espanyols i nascut a Granada, el 1963) i Luciana Dionisio (Itàlia). Té una germana menor anomenada Sara. Als 2 anys d'edat, es va traslladar a Barcelona, atès que el seu pare començava a treballar en el mundial de motos a les ordres de JJ Cobas.
Va créixer en un poble molt petit a 60 km de Barcelona i anava sempre que podia a les carreres amb el seu pare. Des de petita tenia clar que volia treballar al Mundial de MotoGP. Va estudiar Ciències de la Comunicació a Barcelona i va fer pràctiques a Onda Rambla. Va estar dos anys treballant tant a la ràdio i a 25TV i en acabar la carrera es va traslladar a Madrid, on va començar a col·laborar amb MarcaTV. Un any i mig més tard SKY Itàlia li va oferir retransmetre les motos amb ells i va marxar a Milà, comentava alguns entrenaments de pretemporada i treballava com a cap de premsa per a l'equip "Forward Racing" de Moto2. En 2013 Mediaset Espanya li va donar l'oportunitat de tornar Espanya per a incorporar-se a la seva redacció d'esports.
El 2013 es va incorporar a l'equip de retransmissió de motociclisme de Mediaset Espanya com a comentarista en el paddock substituint Lara Álvarez. Dos anys després, Jiémenez va anunciar a través del seu compte d'Instagram que no seguiria en l'equip de comentaristes de Moto GP.
A l'octubre de 2016 va participar com a convidada en la cinquena temporada del programa musical d'Antena 3 Tu cara me suena, on es va posar en la pell de Nelly Furtado per a cantar la cançó I'm like a bird.

## Trajectòria a televisió
Va començar la seva carrera en la cadena de televisió 25TV i, posteriorment, va formar part de MarcaTV presentant "Tiramillas", "Marca Motor", "Marca Player" i "Zamoras i Pichichis". Fins llavors treballava per a la divisió italiana de Sky com a especialista de motor en el programa Sysprt24h. En 2012 va estar a punt de fitxar per Telecinco. La cadena, al final, es va decantar per Lara Álvarez i ella va tornar a Sky Itàlia. Allí feia els resums de les carreres des de l'estudi. La segona crida de Telecinco la va enxampar gravant un espot amb Alex De Angelis (pilot de Moto2) a Itàlia. Des de 2013 i fins a 2015 va ser reportera al peu de paddock en el programa MotoGP de Telecinco, al costat de Nico Abad. Al març de 2016 després de dos anys al capdavant de MotoGP, Mediaset Espanya va anunciar la sortida de la periodista per a la següent temporada.

## Vida personal
Des de juny de 2013 fins a febrer de 2014 va mantenir una relació sentimental amb el cantant Dani Martín.
Pocs mesos més tard va començar a sortir amb el llavors futbolista del Futbol Club Barcelona Marc Bartra. El 10 de març de 2015 van anunciar que estaven esperant la seva primera filla en comú. El 18 d'agost de 2015 Melissa dona a llum a la primera filla de la parella a Barcelona, una nena anomenada Gal·la Bartra Jiménez.
El juny de 2016 es trasllada a viure a Dortmund, Alemanya, a causa del fitxatge del seu llavors parella pel Borussia de Dortmund.
El 10 d'octubre de 2016, la parella va anunciar el seu compromís a través de les seves xarxes socials. El 18 de juny de 2017 van contreure matrimoni a Barcelona.
El 24 de desembre de 2017 va enunciar en el seu compte d'Instagram que esperava la seva segona filla. Abril Bartra Jiménez va néixer el 25 d'abril de 2018 a Sevilla.
A conseqüència del fitxatge en 2018 de Marc Bartra pel Reial Betis, Melissa Jiménez trasllada el seu domicili a Sevilla.
El 13 de maig de 2019, anuncien a través del seu compte d'Instagram que seran pares per tercera vegada i d'un nen. El 26 d'octubre de 2019 neix el tercer fill de la parella, Max Bartra Jiménez.
Al gener de 2022 van anunciar que portaven vides separades des de feia mesos i que estaven en procés de separació.